# Dubenec (Hradec Králové)
Dubenec é uma comuna checa localizada na região de Hradec Králové, distrito de Trutnov‎.